# Muro de Aguas
Muro de Aguas település Spanyolországban, La Rioja autonóm közösségben. Muro de Aguas Enciso, Préjano, Arnedo, Villarroya, Cornago és San Pedro Manrique községekkel határos. Lakosainak száma 54 fő (2024).

## Népesség
A település népessége az elmúlt években az alábbi módon változott:
| Lakosok száma | 66   | 60   | 61   | 60   | 65   | 56   | 52   | 62   | 63   | 54   |
|               | 2001 | 2004 | 2007 | 2009 | 2012 | 2014 | 2017 | 2019 | 2022 | 2024 |